# Putinismo

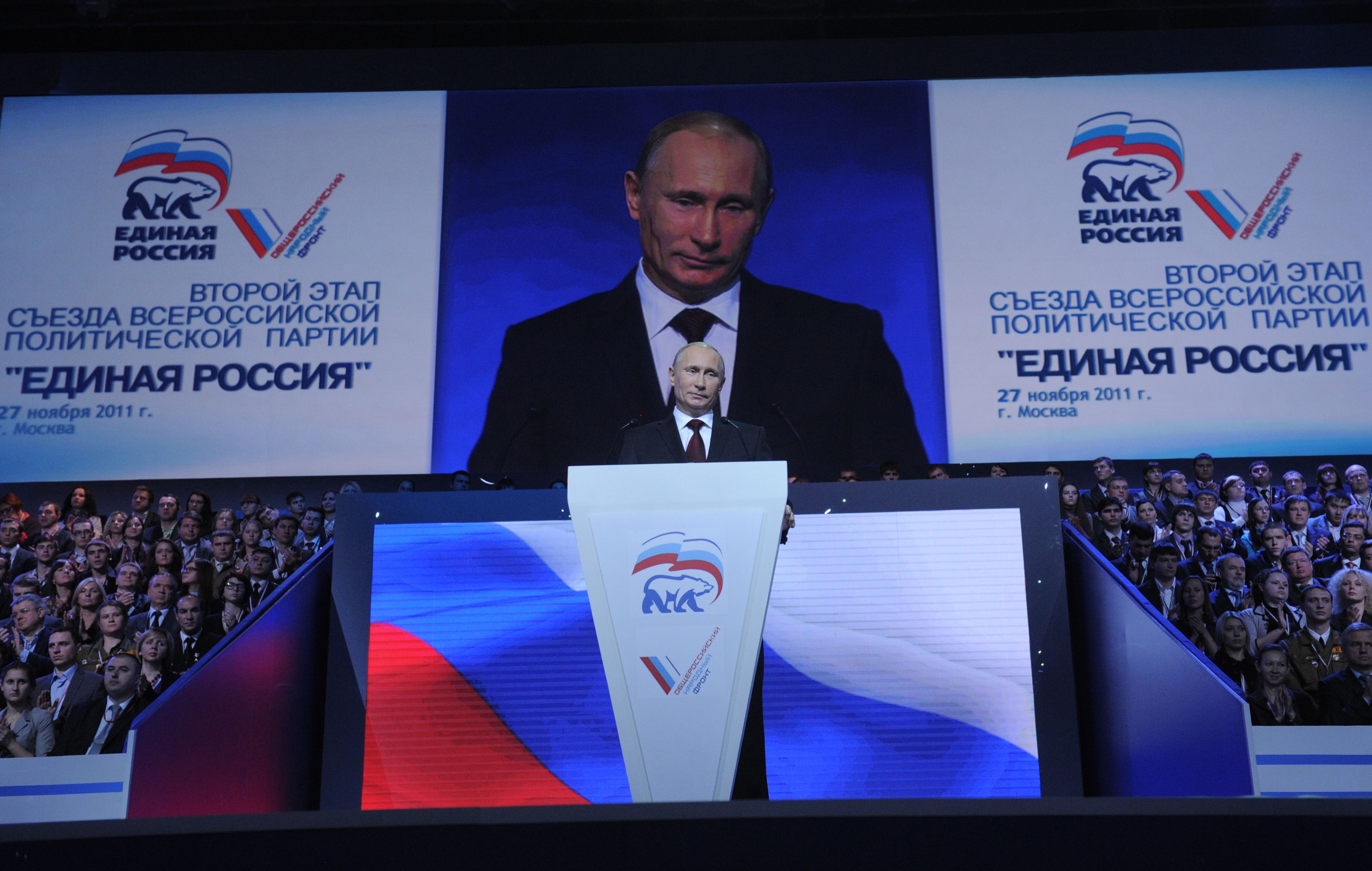
Putin al congresso del partito Russia Unita nel 2011

Il putinismo (formato dal cognome Putin con il suffisso -ismo) è un'ideologia che delinea la filosofia e la strategia politica di Vladimir Putin, entrato nel linguaggio collettivo durante il periodo della sua ascesa ai vertici della Federazione Russa.
Nella lingua italiana il termine è stato attestato per la prima volta su un articolo del 5 settembre 2002 de La Stampa.

## Etimologia e contesto
La parola putinismo è stata utilizzata per la prima volta nell'articolo di Andrey Piontkovsky pubblicato l'11 gennaio 2000 sulla Sovetskaya Rossiya e pubblicato lo stesso giorno sul sito internet del partito liberale russo Yabloko, che lo definiva come "la fase più alta e finale del capitalismo in Russia, la fase in cui, come diceva un classico adagio russo, la borghesia getta in mare la bandiera delle libertà democratiche e dei diritti umani; e anche come un "consolidamento" della nazione sulla base dell'odio contro alcuni gruppi etnici, dell'attacco alla libertà di parola e del lavaggio del cervello d'informazione, dell'isolamento dal mondo esterno e di un ulteriore degrado economico".
Secondo l'editorialista Arnold Beichman, "il putinismo nel XXI secolo, è diventato uno slogan tanto importante quanto lo era all'epoca lo stalinismo".
Il putinismo si caratterizza per la concentrazione e accentramento del potere politico e finanziario nelle mani di una ristretta cerchia oligarchica definita come silovik, quali fidati collaboratori e funzionari provenienti da un totale di 22 agenzie governative statali russe, molte attive nella repressione e nel controllo, tra cui le più importanti sono il Servizio di Sicurezza Federale (FSB, erede di KGB, NKVD, GPU e Čeka), il Ministero degli affari interni russo, le Forze armate russe, la Polizia della Russia, il Comitato investigativo della Russia (dipendente dal procuratore generale della Russia), il Servizio Penitenziario Federale (parte del Ministero della Giustizia) e la Guardia Nazionale Russa.

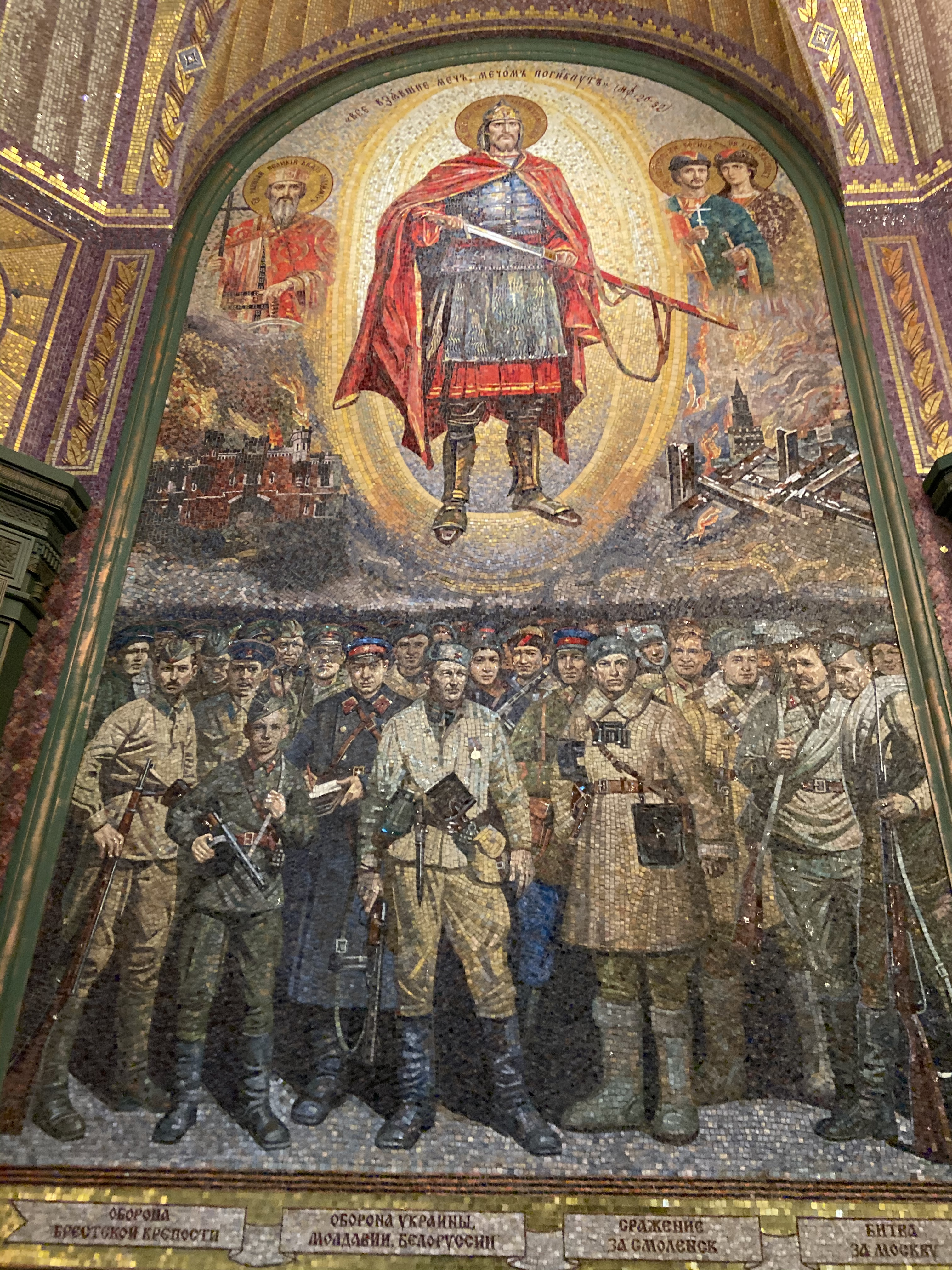
Mosaico nella Cattedrale principale delle Forze Armate russe che fonde l'iconografia della Chiesa ortodossa russa con quella dell'Armata Rossa

L'ideologia putinista è stata analizzata da diversi oppositori e studiosi come Vladimir Bukovsky, Dario Fertilio, Timothy Snyder, Ekaterina Shulman, Oleg Orlov. Alcuni critici sottolineano la continuità con l'URSS, per cui l'ideologia putinista sarebbe una forma di sovietismo con un capitalismo di Stato al posto del socialismo reale e la Chiesa ortodossa russa al posto dell'ateismo di Stato (o un'ispirazione neo-zarista), utilizzando il termine nazionalcomunismo. 
Dopo l'invasione russa dell'Ucraina del 2022 è stato utilizzato anche il termine rascismo o ruscismo ("fascismo russo") per definire l'ideologia ultranazionalista del putinismo, parola che secondo il dissidente Oleg Orlov fu usata la prima volta durante la seconda guerra cecena, seppur l'appellativo "fascista" sia usato spesso dai putinisti per i loro avversari. Secondo Snyder "chiamare gli altri fascisti pur essendo fascisti è la pratica putinista per eccellenza". Per Orlov il fascismo russo sarebbe paragonabile a forme locali e particolari di fascismo, che a volte manifestarono diversità o avversione geopolitica e storica (non ideologica) al nazismo di Hitler o al fascismo italiano di Mussolini (come avviene nella Russia putinista con l'esaltazione della grande guerra patriottica e la riabilitazione di Stalin), pur essendo regimi autoritari e autocratici con caratteristiche del tutto simili di mobilitazione delle masse, culto della personalità, nazionalismo imperialista e militarismo; il putinismo sarebbe affine alla tipologia di fascismo rappresentata ad esempio da austrofascismo, metaxismo, Estado Novo, franchismo.
Timothy Snyder ha commentato il testo Che cosa dovrebbe fare la Russia con l'Ucraina scritto che il testo "sostiene l'eliminazione del popolo ucraino in quanto tale". In seguito egli ha notato che vi si utilizza una definizione speciale della parola "nazista": "un nazista è un ucraino che rifiuta di ammettere di essere russo". A suo avviso, l'articolo rivela l'intento genocidiario della Russia nascosto dietro la parola denazificazione usata da Putin..

Secondo Andrea Romano
Al contempo la Russia putinista mantiene reazioni ambivalenti con lo Stato d'Israele e diversi ebrei russi supportano la sua politica.